# Licaria cogolloi
Licaria cogolloi är en lagerväxtart som beskrevs av Van der Werff. Licaria cogolloi ingår i släktet Licaria och familjen lagerväxter. Inga underarter finns listade i Catalogue of Life.